# Ingeborg Feustel
Ingeborg Feustel, geborene Baumann, (* 1. Januar 1926 in Berlin; † 23. November 1998 in Blankenfelde) war eine deutsche Schriftstellerin und Drehbuchautorin. Ihre Kinderbücher und Texte für Rundfunk und Fernsehen erreichten in der DDR, aber auch in der Bundesrepublik Deutschland, große Bekanntheit und werden bis heute gelesen.

## Leben
Feustel arbeitete nach 1945 zunächst als Neulehrerin in Blankenfelde-Mahlow und war ab 1960 als freischaffende Autorin tätig.
Unvergessen sind ihre Kinderbücher, wie etwa das 1963 erschienene Buch Antonio und Großvater Autobus, das Millionen, nicht nur junger Leser, das ferne Land Italien näher brachte. Das Buch wurde in mehrere Sprachen übersetzt und der Beltz Verlag hat das Textbuch zum Kindertheaterstück herausgebracht, welches im Theater Randfigur aufgeführt wird.
Sie war auch Autorin einer Vielzahl von Kinderliedern, Mitarbeiterin der Redaktion Butzemannhaus beim Kinderradio DDR und Schöpferin der Figuren Pittiplatsch und Moppi sowie Plumps, deren Sendungen (Zu Besuch im Märchenland sowie der Abendgruß in Unser Sandmännchen) zu den erfolgreichsten Produktionen des DDR-Fernsehens zählten.
Sie lebte in Blankenfelde mit ihrem Ehemann, dem Schriftsteller Günther Feustel, und war die Mutter von Jan-Michael Feustel.
Seit 1999 trägt die Grundschule in Blankenfelde-Mahlow den Namen der Schriftstellerin.

## Kinderbücher
- Antonio und Großvater Autobus (1963)
- mit Ingeborg Meyer-Rey: Die lustigen Streiche des Pitti-Platsch. Ein musikalisches Bilderbuch (1965)
- Bibi (1967)
- Krachbumtus (1968)
- Ein Wald und Schweinchen Jo (1968)
- Tuppi Schleife und die drei Grobiane (1970)
- Tina, Knulle und Tamtam (1970)
- Borstels Waldlesebuch (1970)
- Der Märchensputnik (1972)
- Guten Morgen, Kastanienbaum (1973)
- Robbi und die Bumsstiefel (1974)
- Leopold (1978)
- Tessi und die Eule Susu (1979)
- Kirk. Ein Tag im Leben eines Rebhuhns (1979)
- Der verlorene Mond und andere Nachtmärchen (1979)
- Julchen. 8 Geschichten über ein Schweinchen (1980)
- Leopold im Weidenhaus (1980)
- Dille geht allein nach Haus (1982)
- Leopold und Winni (1983)
- Die Dickbauchbrüder (1983)
- Die Wolke mit den Katerbeinen (1984)
- Die Mondmuschel und andere Märchen und Lieder von Krabben, Nixen und viel Meer (1984)
- Die Schneeflockenmühle und andere seltsame Begebenheiten in Eis und Frost (1986)
- Bastian und die Pinguine (1988)
- Leopold und Winni im Schnee (1989)
- Leopold und Winni am Meer (1990)
- Leopold, der neugierige Hund (1991) – 2. Auflage von Leopold (1978)
- Leopold und Winni. Wie Leopold die Katzensprache studierte (1995) – Lese- und Malbuch

## Kinderhörspiele (Auswahl)
- 1980: Der Koboldsturm und andere Geschichten mit Pittiplatsch, Schnatterinchen und Moppi – Regie: Jürgen Schmidt (Litera)
- 1980: Das Flattergespenst in der Gartenlaube und andere Geschichten mit Pittiplatsch, Schnatterinchen und Moppi – Regie: Jürgen Schmidt (Litera)
- 1981: Das Märchen von der Maus mit der Grashalmflöte und andere Geschichten für Kinder – Regie: Albrecht Surkau (Litera)
- 1988: Als Pitti schneller wachsen wollte und andere Geschichten mit Pittiplatsch, Schnatterinchen und Moppi – Regie: Jürgen Schmidt (Litera)